# Antoine-Augustin Bruzen de La Martinière

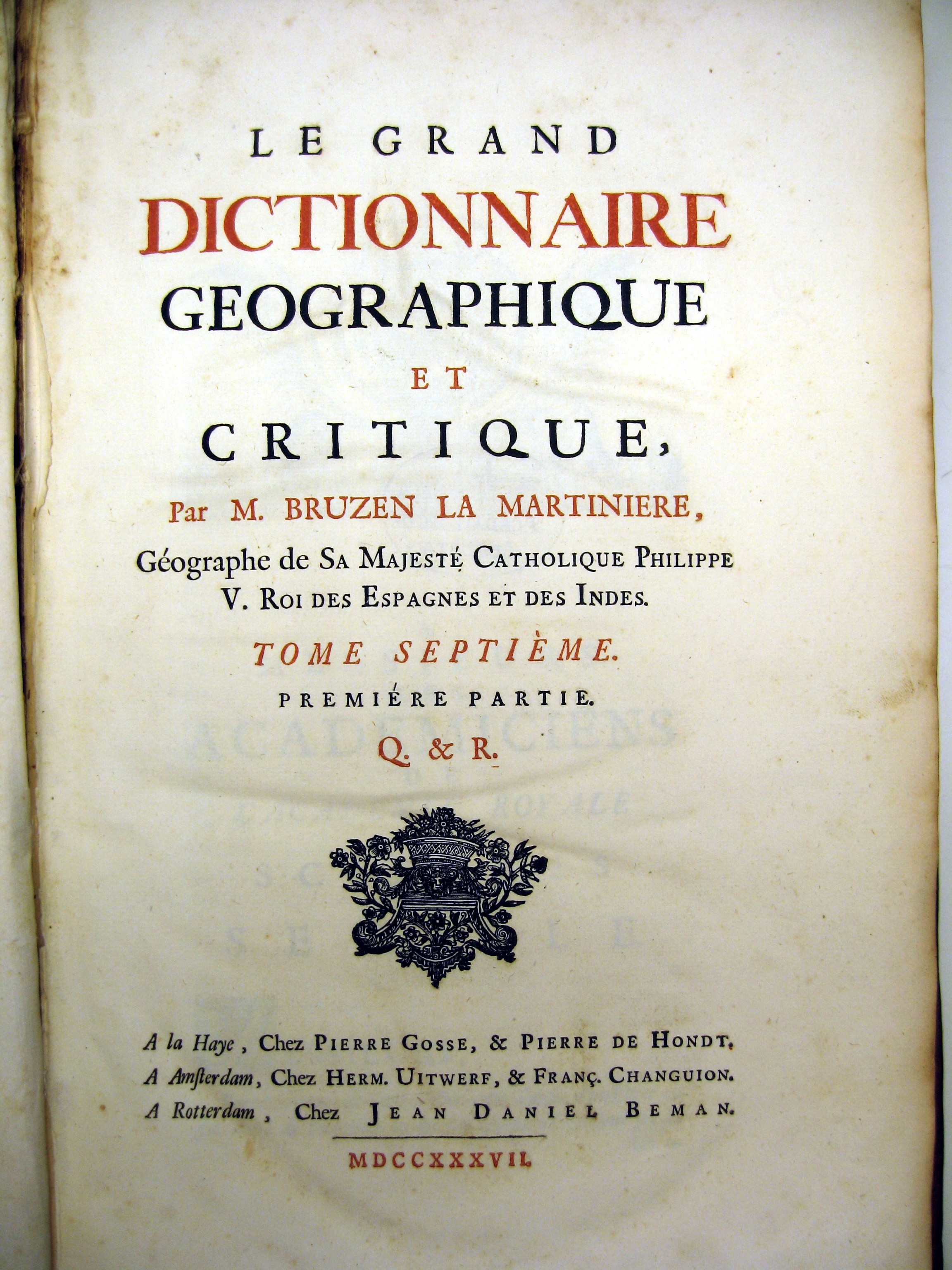
Le Grand Dictionnaire Geographique Et Critique, hier das Titelblatt von Band 7, Teil 1: Q. & R. (1737)

Antoine-Augustin Bruzen de La Martinière (* 1662 in Dieppe; † 19. Juni 1746 in La Haye) war ein französischer Universalgelehrter. Sein Hauptwerk ist das zwischen 1726 und 1739 in zehn Bänden erschienene geographische Lexikon Le Grand Dictionnaire Geographique Et Critique.

## Leben und Werk
La Martinière wurde in Dieppe geboren und wuchs in Paris bei seinem Großonkel, dem Theologen und Historiker Richard Simon auf. Im Jahr 1709 ging er an den Hof des mecklenburgischen Herzogs Friedrich Wilhelm. Nach Friedrich Wilhelms Tod im Jahr 1713 trat La Martinière in den Dienst des Herzogs von Parma Francesco Farnese, der ihn in diplomatischer Mission in die Niederlande schickte. In Amsterdam entstanden zahlreiche Übersetzungen und Kompilationen. Als Sekretär des Königs beider Sizilien erhielt La Martinière eine Pension von 1.200 Écu. Nach einigen Jahren in den Niederlanden ging La Martinière nach La Haye, wo er bis zu seinem Tod im Juni 1746 lebte.
La Martinières Hauptwerk ist der Grand Dictionnaire Geographique Et Critique, der in seiner ersten Auflage ab 1726 in zehn Bänden in La Haye erschien und der zu den umfangreichsten geographischen Werken des 18. Jahrhunderts gehört. Auf Anraten des Marquis Beretti Landi, des Botschafters Spaniens bei den Generalstaaten, widmete La Martinière das Werk dem spanischen König Philipp V., der ihm zum Dank hierfür den Titel eines Ersten Geographen verlieh. In Deutschland wurde das Werk unter dem Titel Historisch-Politisch-Geographischer Atlas der gantzen Welt übersetzt und erweitert. Die alphabetischen Bände dieser deutschsprachigen Ausgabe erschienen zwischen 1744 und 1749, ein Supplementband im Jahr 1750. Als Verleger fungierte der Leipziger Verlagsbuchhändler Johann Samuel Heinsius. Noch nach dem Tod La Martinières erschien der Grand Dictionnaire Geographique Et Critique in mehreren Neuauflagen, etwa 1768 in einer sechsbändigen, korrigierten Auflage in Paris.